# Huracà Beulah
L'Huracà Beulah va ser la segona tempesta tropical, segon huracà, i el més potent de la temporada d'huracans a l'Atlàntic del 1967. Travessà el Carib, colpejà la península del Yucatán de Mèxic en forma d'huracà, i avançà en direcció oest-nord-oest del Golf de Mèxic, assolint breument la Categoria 5 d'intensitat. L'huracà recalà al nord-est de Mèxic amb vents propers als 260 km/h. Llavors el cicló es debilità abans d'arribar a Texas en encara com a gran huracà. Generà 115 tornados per Texas, batent el record de més tornados generats per un cicló tropical. A causa del lent moviment sobre Texas, Beulah provocà inundacions significats i el seu impacte en danys ascendí a més de 1.419 milions (2009 USD); provocà també 58 víctimes mortals.